# Gga
Gga – almanach poezji futurystycznej wydany przez Anatola Sterna i Aleksandra Wata w grudniu 1920 roku. Nakład wynosił 500 egzemplarzy. Tytuł to skrót zdania gga gąsiora jest piękniejsze od śpiewu słowika. Podtytuł brzmiał: „Pierwszy polski almanach poezji futurystycznej. Dwumiesięcznik prymitywistów”. Zawierał m.in. wiersze obu redaktorów oraz manifest „Prymitywiści do narodów świata”.

## Prymitywiści do narodów świata
Manifest zawiera stanowcze odrzucenie powagi oraz wyjątkowej roli poety (liści lauru, którymi nas wieńczycie, użyjemy jako przyprawy do potraw. Twórczość nie ma opierać się na poetyckim natchnieniu, ale na celowym intelektualnym wysiłku autora. Sztuka ma być egalitarna, powszechna, dostępna tłumom. Według futurystów forma jest ważniejsza od treści, do formy poezji należy również kształt i rodzaj czcionek. Podstawową wartością słowa jest dźwięk, a nie znaczenie. Należy odrzucić tradycję, szczególnie tradycję polskiego romantyzmu (mickiewicz jest ograniczony. słowacki jest niezrozumiałym bełkotem).

## Dalsze losy publikacji
10 lutego 1921 roku cały nakład almanachu został skonfiskowany przez cenzurę, powodem miała być nieprzyzwoitość zamieszczonych w nim wierszy. Mimo apelu „Kuriera Polskiego” „Gga” nie została zwrócona autorom.